# Elisabetta Caffau
Elisabetta Caffau és una astrofísica italiana. Després de diversos anys de treball com a professora a les escoles secundàries a Itàlia, Elisabetta Caffau va obtenir un doctorat en astronomia d'observació des de l'Observatori de París el 2009. Després d'una posició postdoctoral amb un any d'Observatori de París, Elisabetta Caffau va obtenir un "company de subvenció Gliese tres anys "al Zentrum für Astronomie de la Universitat de Heidelberg. Elisabetta Caffau ha desenvolupat un mètode per obtenir les abundàncies d'alta precisió dels elements de càlculs hidrodinàmics en 3D. Amb els CRIRES espectrògraf infraroig en ESO/VLT, va mesurar l'abundància de fòsfor de vint estrelles fredes al disc galàctic per primera vegada.
Elisabetta Caffau aplica el seu mètode per reconèixer les estrelles extremadament pobres en metall a la multitud de baixa resolució espectres proporcionat per grans estudis espectroscòpics com la Sloan Digital Sky Survey. Gràcies a aquesta eina molt eficient, que va descobrir el 2011 l'estrella més primitiva coneguda actualment com a (SDSS J1029 + 1729) i que defineix la seva composició química. El descobriment d'una estrella amb una molt baixa abundància de tots els elements de C a Zn, es considera com una clau per a la nostra comprensió de la formació de les estrelles i els elements químics en la història primerenca de la Via Làctia.
El treball s'ha dut a terme al Centre d'Astronomia de la Universitat de Heidelberg (Zah), a l'Observatori de Königstuhl (LSW) i a l'Observatori de París del Departament GEPI.

## Premis
Elisabetta Caffau va obtenir el Premi MERAC 2013 al Millor Investigador de Carrera Primerenc en observació astrofísica, per al descobriment d'un molt primitiu estrella de baixa massa en la nostra galàxia la composició química ha canviat els nostres punts de vista sobre la formació estel·lar en la galàxia primerenca i ha estimulat força una sèrie d'idees innovadores sobre la formació de les primeres estrelles de l'univers Primerenc.